# Typopsilopa antennalis
Typopsilopa antennalis är en tvåvingeart som beskrevs av Wirth 1968. Typopsilopa antennalis ingår i släktet Typopsilopa och familjen vattenflugor. Inga underarter finns listade i Catalogue of Life.